# 떠오르는 태양
《떠오르는 태양》(영어: Rising Sun)은 미국에서 제작된 필립 코프먼 감독의 1993년 버디 경찰 범죄 스릴러 영화이다. 숀 코너리, 웨슬리 스나이프스 등이 출연하였고, 피터 코프먼 등이 제작에 참여하였다.

## 출연진
- 숀 코너리
- 웨슬리 스나이프스
- 하비 카이텔
- 케리히로유키 다가와
- 케빈 앤더슨
- 마코
- 레이 와이즈
- 스탠 에기
- 스탠 쇼
- 티아 커레어
- 스티브 부세미
- 타탸나 파티츠
- 피터 크롬비
- 샘 로이드
- 알렉산드라 파워스
- 대니얼 본바건
- 에이미 힐
- 클라이드 구사쓰
- 마이클 채프먼
- 터마라 투니
- 토니 가니오스

## 기타 제작진
- 라인 제작: 이언 브라이스
- 배역: 도나 아이작슨
- 미술: 딘 태벌레리스
- 의상: 재클린 웨스트

## 우리말 녹음
| MBC 첫 더빙 성우진 (1995년 2월 1일) - 유강진 - 존 코너 (숀 코너리) - 권혁수 - 웹 스미스 (웨슬리 스나이프스) - 한규희 - 한상혁 - 홍승옥 - 김명수 - 이인성 - 박영희 - 신성호 - 이우신 - 이윤연 - 이종혁 - 황윤걸 - 성유진 - 안장혁 - 안지환 - 조예신 - 강수진 - 박조호 - 변종필 - 안종덕 - 유은숙 | MBC 재더빙 성우진 (2001년) - 김현직 - 존 코너 (숀 코너리) - 권혁수 - 웹 스미스 (웨슬리 스나이프스) - 김용식 - 그레이엄 (하비 카이텔) - 김태훈 - 요시다 (마코) - 신성호 - 모턴 (레이 와이즈) - 이종혁 - 에디 (케리히로유키 다가와) - 안지환 - 이시하라 (스탠 에기) - 한수림 - 징고 (티아 커레어) - 손원일 - 안장혁 - 변종필 - 윤성혜 - 이철용 - 장성호 - 김용준 - 이상범 - 배정민 - 이상훈 - 채의진 |  |